# 1342
1342. је била проста година.